# Métrobus (Québec)
Pour les articles homonymes, voir Métrobus.
Pour des articles plus généraux, voir Réseau de transport de la Capitale et Liste des lignes de bus de Québec.
 (janvier 2019).
Si vous disposez d'ouvrages ou d'articles de référence ou si vous connaissez des sites web de qualité traitant du thème abordé ici, merci de compléter l'article en donnant les références utiles à sa vérifiabilité et en les liant à la section « Notes et références ».
Les Métrobus sont des parcours à haute fréquence de transport en commun par autobus du Réseau de transport de la Capitale, à Québec. Les fréquences de passage varient de 5 à 15 minutes d'intervalle. Ces parcours, circulent principalement sur des voies réservées à travers les axes routiers majeurs de la ville, et ne s'arrêtent qu'aux stations spécialement désignées et aménagées à cette fin. La séquence de numéros 800 à 899 est réservée aux parcours Métrobus. Le modèle Nova LFS Artic est utilisé sur ces lignes.

## Historique
L'idée de parcours circulant en voie réservée entre la 41e Rue Est et Sainte-Foy est introduite en 1977,. En 1990, un « plan global de voies réservées » est prévu afin d'améliorer l'efficacité du service et de contrer la chute ininterrompue de l'achalandage. En 1991, on annonce une refonte du réseau autour de ces voies réservées, sur les boulevards Laurier et Saint-Cyrille(aujourd'hui René-Lévesque), de même que la 1re Avenue : le réseau Métrobus est né. Les parcours originaux devaient relier l'intersection Boulevard Laurier/Avenue Lavigerie, à Sainte-Foy, avec les terminus de Beauport et de Charlesbourg. Au lancement, on reliera plutôt le terminus Pie-XII, à Sainte-Foy, au Vieux-Beauport (800) et au terminus Charlesbourg (801). Dès l'annonce, le service est menacé par le manque de financement, et l'opposition. L'introduction des Métrobus constitue néanmoins la « relance du siècle » pour le réseau du transporteur, et les parcours Métrobus sont tout de même mis en service le 18 août 1992. Ils sont d'abord en opération du lundi au samedi, avant de voir leur horaire bonifié et leurs parcours prolongés en 1993, puis en 2010.
Les parcours à haute fréquence 12, 60, 87 et 7 sont successivement intégrés au réseau Métrobus entre 2008 et 2016,,, remplacés par les parcours 802, 803, 804 et 807.

## Parcours actuels

### 800

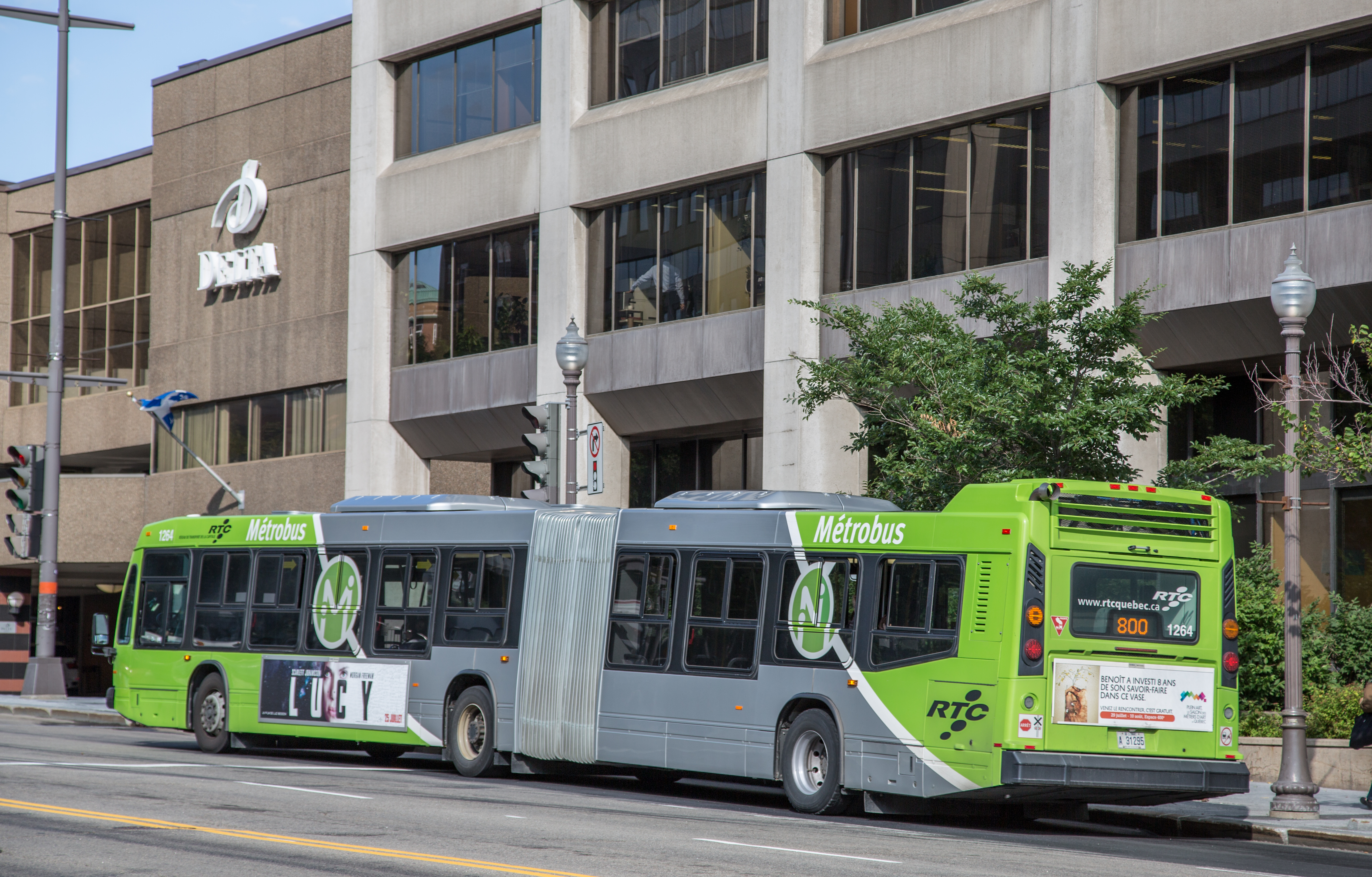
Métrobus 800

Le Métrobus 800 quitte le terminus des Chutes-Montmorency vers le terminus de Marly, dans le quartier de la Pointe-de-Sainte-Foy. Il traverse les arrondissements de Beauport, de La Cité-Limoilou, puis de Sainte-Foy-Sillery-Cap-Rouge.

### 801
Le Métrobus 801 quitte le terminus de la Faune, dans le quartier Notre-Dame-des-Laurentides, vers le terminus de Marly, dans le quartier de la Pointe-de-Sainte-Foy. Il traverse les arrondissements de Charlesbourg, de La Cité-Limoilou, puis de Sainte-Foy-Sillery-Cap-Rouge.

### 802
Le Métrobus 802 quitte le terminus Beauport, dans le quartier du Vieux-Moulin, vers le terminus Belvédère, dans le quartier Montcalm. Il traverse les arrondissements de Beauport et de La Cité-Limoilou.

### 803
Le Métrobus 803 quitte le terminus Beauport, dans le quartier du Vieux-Moulin vers le terminus Les Saules, dans le quartier Duberger-Les Saules. Il traverse les arrondissements de Beauport et Les Rivières.

### 804
Le Métrobus 804 voyage entre Sainte-Foy et Lorretteville remplace l'ancien parcours 87 entre l'arrêt Wilfrid-Caron/Racine et Sainte-Foy/Centre. Les arrêts qui étaient desservis par le parcours 87 entre l'arrêt Petit-Vallon/Irving et Wilfrid-Caron/Racine sont desservis par la bonification du parcours 84. Ces changements sont entrés en vigueur le 3 décembre 2016.

### 807
Le Métrobus 807 remplace l'ancien parcours 7 entre la place D'Youville et le terminus Marly. Les arrêts qui étaient desservis par le parcours 7 dans le Vieux-Québec sont desservis par la bonification du parcours 11.

## Projets d'expansion du réseau

### 801
Le projet de réseau structurant du RTC prévoit la déviation du parcours 801 sur Hochelaga et Duchesneau.

### 804
En 2025, il est prévu de prolonger le parcours 804 vers le Nord jusqu'à Val-Bélair.

### 805
Le projet de réseau structurant du RTC prévoit un parcours 805 entre le Centre Vidéotron et Sainte-Foy Centre.

### 806
Le projet de réseau structurant du RTC prévoit un parcours 806 entre le Pointe-de-Sainte-Foy et Charlesbourg via le boulevard Charest.

### 807
Le projet de réseau structurant du RTC prévoit un prolongement du parcours 807 jusqu'à la gare du Palais.